# 萧萐父
萧萐父（1924年1月24日—2008年9月17日），原名萐莆，男，祖籍四川井研，生于成都，中国哲学家与哲学史家，被认为是中国哲学史学科的重要建设者之一。

## 生平
1924年1月24日，萧萐父生于四川成都的一个知识分子家庭，家学渊源深厚，其父萧仲仑被认为是近代蜀学的代表人物之一。
1943年进入武汉大学哲学系学习。期间参加学生组织，发起、编辑《珞珈学报》、《西方日报》稷下副刊等刊物，投身学生运动。1947年六一惨案发生时，任武汉大学学生自治组织宣传部长。毕业后到成都市中学、华阳中学、川西文教厅、四川医学院马列主义教研室等处任职。抗战期间参加成都地下党组织的活动。1949年12月参与接管华西大学，后留任该校马列主义教研室主任。1956年到中共中央党校学习理论，1957年在武汉大学哲学系成为教授。文革期间遭到迫害，开始写作《王夫之》。
1982年被聘为武汉大学教授，1986年被选为博士生导师。2008年9月17日在武汉辞世，享年84岁。武汉一家报纸评论为：“他代表了这个城市的高度。”

## 著作
编有《中国哲学史》、《王夫之著作选注》、《王夫之辩证法思想引论》、《中国哲学启蒙的坎坷道路》等著作。